# サッカーにおけるイタリアとフランスのライバル対決
サッカーにおけるイタリアとフランスのライバル対決（サッカーにおけるイタリアとフランスのライバルたいけつ）では、イタリアとフランスのサッカーにおける関係について記述する。
国土を接し、互いにヨーロッパの主要国であるイタリアとフランスは、サッカーにおいても長い間ライバル関係にある。イタリア代表とフランス代表はともにFIFAワールドカップ・UEFA欧州選手権で複数回の優勝経験を持ち、世界屈指の強豪国として知られている。

## 概要
ほんの2、3例を挙げるだけでもリリアン・テュラム（パルマFC、ユヴェントスFC）、ダヴィド・トレゼゲ（ユヴェントスFC）、マルセル・デサイー（ACミラン）、ジネディーヌ・ジダン（ユヴェントス）など、近年では多くのフランス人選手がイタリアのセリエAでプレーしており、両者のライバル意識はより明確になっている。この対戦は過去のFIFAワールドカップやUEFA欧州選手権で数々の名勝負を繰り広げていることでも知られ、1998 FIFAワールドカップ準々決勝（PK戦の結果フランスが勝ち上がり）、UEFA欧州選手権2000決勝（延長戦の結果フランスが勝利）や2006 FIFAワールドカップ決勝（PK戦の結果イタリアが勝利）などが記憶に残る。
この対戦はワールドカップで5回実現していて両国互いに最も対戦数の多い相手となっており（イタリアはフランスの他アルゼンチン、ブラジル、ドイツが最多対戦国となっている）、歴代優勝国同士の対戦としては2番目に多い対戦カードとなっている（1位はドイツ対アルゼンチンの7回）。
1982年以前はイタリアが17勝6分3敗の成績を収め、対戦の歴史の大半はイタリアが支配してきたが、1982年から2008年までの期間はフランスが5勝4分とイタリアに負け知らずであり、2006 FIFAワールドカップ決勝の対戦も引き分け（PK戦の結果によりイタリアが優勝）ているが、UEFA欧州選手権2008のグループリーグでイタリアが30年ぶりに勝利を収めた。

## 歴史

### 1998 FIFAワールドカップ

#### 前後半・延長
フランスとイタリアが戦った数多くの対戦の中でも、1998 FIFAワールドカップ準々決勝での対戦は特に重要とされている。フランスは開催国として多くの観衆の声援を受ける立場にあったし、1990 FIFAワールドカップと1994 FIFAワールドカップはヨーロッパ予選で敗退しており、1998年大会は3大会ぶりの出場であったため、特別な意欲を持ってこの試合に臨んでいた。フランスで初開催された1938 FIFAワールドカップでフランスはイタリアに同じく準々決勝で1-3で惨敗しており、イタリアに大会2連覇を許していたため、1998年大会は1938年大会での敗戦の雪辱を遂げる場としての意味合いもあった。イタリアは1982 FIFAワールドカップで優勝、1990 FIFAワールドカップで3位と1994 FIFAワールドカップで準優勝と、過去数回のFIFAワールドカップで好成績を収めており、開催国に勝利して3大会連続で準決勝に進出することが期待された。1910年から1986年までの対戦ではイタリアがほとんどの試合に勝利したが、1980年代から状況が変わり始め、この大会はどちらの代表が1990年代の支配者であったかを明確にさせる大会であった。この試合はまた、両代表の多くの選手がセリエAの数クラブに集中し、普段は同じクラブでプレーする選手たちがふたつの代表に分かれて対戦するという点でも重要な試合であった。この大会開催時点で、フランスのジネディーヌ・ジダン（ユヴェントスFC）、ディディエ・デシャン（ユヴェントスFC）、マルセル・デサイー（ACミラン）、ユーリ・ジョルカエフ（インテル）、リリアン・テュラム（パルマFC）、ヴァンサン・カンデラ（ASローマ）、アラン・ボゴシアン（パルマFC）の7人がイタリアのセリエAでプレーしており、ローラン・ブランはかつてSSCナポリでプレーした経験があった。一方のイタリアは22人中20人がセリエAのクラブに在籍していた。
この試合はオープンな展開で質の高いものであったが、両チームに得点機会があったにもかかわらず延長戦を終えて0-0の同点であり、試合はPK戦に持ち込まれた。先攻のフランスは5人中ビセンテ・リザラズを除く4人が成功したが、後攻のイタリアはデメトリオ・アルベルティーニとルイジ・ディ・ビアジョが外し、フランスが0-0（PK戦4-3）で準決勝進出を決めた。イタリアの5番手キッカーのディ・ビアジョのシュートが外れると、何人かのフランスの選手はクラブでのチームメイトを慰めた。

#### PK戦
| フランス（先攻）     | 成否 | スコア | 成否 | イタリア（後攻）             |
| -------------------- | ---- | ------ | ---- | ---------------------------- |
| ジネディーヌ・ジダン | ○    | 1-1    | ○    | ロベルト・バッジョ           |
| ビセンテ・リザラズ   | ×    | 1-1    | ×    | デメトリオ・アルベルティーニ |
| ダヴィド・トレゼゲ   | ○    | 2-2    | ○    | アレッサンドロ・コスタクルタ |
| ティエリ・アンリ     | ○    | 3-3    | ○    | クリスティアン・ヴィエリ     |
| ローラン・ブラン     | ○    | 4-3    | ×    | ルイジ・ディ・ビアジョ       |

### 2006 FIFAワールドカップ 決勝

#### 前後半・延長
| 世界中に議論を巻き起こしたジダン(左)とマテラッツィ(右) |  | 世界中に議論を巻き起こしたジダン(左)とマテラッツィ(右) |
| 世界中に議論を巻き起こしたジダン(左)とマテラッツィ(右) |  |                                                        |

イタリアとフランスは2006 FIFAワールドカップ決勝で再び顔を合わせた。試合開始7分にイタリアのマルコ・マテラッツィがPKを献上し、この試合を最後に現役引退を発表していたフランスのジネディーヌ・ジダンが先制点となるPKを決めた。しかしその後はイタリアが主導権を奪い返し、19分にアンドレア・ピルロのコーナーキックをマテラッツィがヘディングで決めて1-1の同点とした。後半は試合が膠着し、延長戦ではフランスがチャンスを決め切れなかった。110分には世界中で議論を醸す出来事が起こった。ジダンはマテラッツィにマークされていたが、マテラッツィに何か囁かれた後に振り向き、マテラッツィの胸に頭突きした。主審はこの出来事を見ていなかったが、マテラッツィが地面に倒れたことで試合を中断し、副審と話し合った後にジダンに対してレッドカードを提示した（詳細はジダン頭突き事件を参照）。イタリアは試合の残り10分を数的有利の中で戦ったが、得点を挙げることはできず、勝負はPK戦に持ち込まれた。
決勝がPK戦にもつれ込んだのはFIFAワールドカップ史上2度目であり、1994 FIFAワールドカップではブラジルがイタリアを破っていた。先攻のイタリアはピルロが、後攻のフランスはシルヴァン・ヴィルトールがPKを決め、イタリアは2番手のマテラッツィも決めたが、フランスのダヴィド・トレゼゲのシュートはクロスバーを叩いて外れた。その後も、イタリアのジャンルイジ・ブッフォン、フランスのファビアン・バルテズともにシュートをセーブすることなく両チームの4番手までがPKを決めた。イタリアは5番手のファビオ・グロッソも決め、PK5-3で勝利した。大会の最優秀選手はフランスのジダンが受賞し、2位と3位にはそれぞれイタリアのファビオ・カンナヴァーロとピルロが選ばれた。

#### PK戦
| イタリア（先攻）             | 成否 | スコア | 成否 | フランス（後攻）         |
| ---------------------------- | ---- | ------ | ---- | ------------------------ |
| アンドレア・ピルロ           | ○    | 1-1    | ○    | シルヴァン・ヴィルトール |
| マルコ・マテラッツィ         | ○    | 2-1    | ×    | ダヴィド・トレゼゲ       |
| ダニエレ・デ・ロッシ         | ○    | 3-2    | ○    | エリック・アビダル       |
| アレッサンドロ・デル・ピエロ | ○    | 4-3    | ○    | ウィリー・サニョル       |
| ファビオ・グロッソ           | ○    | 5-3    | -    | -                        |

### UEFA欧州選手権2008

#### 予選
UEFA欧州選手権2008予選の組分けを決める抽選ではフランスが第1ポット、イタリアが第2ポットであり、イタリアとフランスは同組に組み込まれた。その他には第3ポットからウクライナ、第4ポットからスコットランド、第5ポットからリトアニア、第6ポットからジョージア、第7ポットからフェロー諸島が選ばれ、予選通過のグループ2位以内を目指した。
フランスにとっては2006 FIFAワールドカップ決勝での敗戦の雪辱を果たす好機となった。第2節にフランスのホームで行われた直接対決はフランスが3-1で勝利し、2連勝と好発進したフランスを尻目にイタリアは1分1敗と出だしで躓いた。しかしその後はイタリアも巻き返し、スコットランドやウクライナも含めた4ヶ国での混戦模様となった。フランスが首位、イタリアが2位で迎えたイタリアのホームでの直接対決は0-0の引き分けに終わり、イタリアは3位に順位を落とした。しかしその後、イタリアは4連勝し、フランスを逆転して首位に立った。イタリアは9勝2分1敗の勝ち点29で首位、フランスは8勝2分2敗の勝ち点26で2位となり、両国は揃って本大会出場を決めた。なお、得点（イタリアは22点、フランスは25点）と失点（イタリアは9点、フランスは5点）ともにフランスがグループ最高の成績を残している。

#### 本大会
| 国         | 試合数 | 得点 | 失点 | 勝ち点 |
| ---------- | ------ | ---- | ---- | ------ |
| オランダ   | 2      | 7    | 1    | 6      |
| ルーマニア | 2      | 1    | 1    | 2      |
| イタリア   | 2      | 1    | 4    | 1      |
| フランス   | 2      | 1    | 4    | 1      |

予選に引き続き、UEFA欧州選手権2008のグループリーグでもイタリアとフランスは同組となった。オランダとルーマニアも同組となり、イタリア、フランスを合わせたグループCは「死の組」と呼ばれた。2戦を終えてオランダが2勝で首位、ルーマニアが2分で2位、イタリアとフランスが1分1敗で3位であった。グループリーグ突破を懸けた第3戦で両国が対戦したが、ピルロのPKによる先制点とダニエレ・デ・ロッシの追加点で、イタリアが2-0と快勝した。ルーマニアはオランダに敗れたため、イタリアが2位に浮上して決勝トーナメント進出を決め、フランスは最下位でグループリーグ敗退に終わった。
|            | オランダ | イタリア | ルーマニア | フランス | 得点 | 失点 | 勝ち点 |
| ---------- | -------- | -------- | ---------- | -------- | ---- | ---- | ------ |
| オランダ   | –        | 3-0      | 2-0        | 4-1      | 9    | 1    | 9      |
| イタリア   | 0-3      | –        | 1-1        | 2-0      | 3    | 4    | 4      |
| ルーマニア | 0-2      | 1-1      | –          | 0-0      | 1    | 3    | 2      |
| フランス   | 1-4      | 0-2      | 0-0        | –        | 1    | 6    | 1      |

## 統計

### 直接対決の成績
2024年2月3日時点
FIFAワールドカップ・UEFA欧州選手権のノックアウトステージで行われるPK戦は引き分けで換算。
| 大会               | 試合数 | イタリア 勝利 | 引き分け | フランス 勝利 | イタリア 得点 | フランス 得点 |
| ------------------ | ------ | ------------- | -------- | ------------- | ------------- | ------------- |
| FIFAワールドカップ | 5      | 2             | 2        | 1             | 6             | 4             |
| UEFA欧州選手権     | 2      | 1             | 0        | 1             | 3             | 2             |
| UEFA欧州選手権予選 | 2      | 0             | 1        | 1             | 1             | 3             |
| 夏季オリンピック   | 2      | 1             | 0        | 1             | 5             | 6             |
| 親善試合           | 28     | 14            | 7        | 7             | 67            | 40            |
| 通算               | 39     | 18            | 10       | 11            | 86            | 51            |

### 両国の主要大会での成績
| 大会                    | イタリア           | フランス           |
| ----------------------- | ------------------ | ------------------ |
| 1930 FIFAワールドカップ | 不参加             | 1次リーグ敗退      |
| 1934 FIFAワールドカップ | 優勝               | 1回戦敗退          |
| 1938 FIFAワールドカップ | 優勝               | ベスト8            |
| 1950 FIFAワールドカップ | 1次リーグ敗退      | ヨーロッパ予選敗退 |
| 1954 FIFAワールドカップ | 1次リーグ敗退      | 1次リーグ敗退      |
| 1958 FIFAワールドカップ | ヨーロッパ予選敗退 | 3位                |
| UEFA欧州選手権1960      | 不参加             | 4位                |
| 1962 FIFAワールドカップ | 1次リーグ敗退      | ヨーロッパ予選敗退 |
| UEFA欧州選手権1964      | 予選敗退           | 予選敗退           |
| 1966 FIFAワールドカップ | 1次リーグ敗退      | 1次リーグ敗退      |
| UEFA欧州選手権1968      | 優勝               | 予選敗退           |
| 1970 FIFAワールドカップ | 準優勝             | ヨーロッパ予選敗退 |
| UEFA欧州選手権1972      | 予選敗退           | 予選敗退           |
| 1974 FIFAワールドカップ | 1次リーグ敗退      | ヨーロッパ予選敗退 |
| UEFA欧州選手権1976      | 予選敗退           | 予選敗退           |
| 1978 FIFAワールドカップ | 4位                | 1次リーグ敗退      |
| UEFA欧州選手権1980      | 4位                | 予選敗退           |
| 1982 FIFAワールドカップ | 優勝               | 4位                |
| UEFA欧州選手権1984      | 予選敗退           | 優勝               |
| 1986 FIFAワールドカップ | ベスト16           | 3位                |
| UEFA欧州選手権1988      | ベスト4            | 予選敗退           |
| 1990 FIFAワールドカップ | 3位                | ヨーロッパ予選敗退 |
| UEFA欧州選手権1992      | 予選敗退           | 1次リーグ敗退      |
| 1994 FIFAワールドカップ | 準優勝             | ヨーロッパ予選敗退 |
| UEFA EURO '96           | 1次リーグ敗退      | ベスト4            |
| 1998 FIFAワールドカップ | ベスト8            | 優勝               |
| UEFA EURO 2000          | 準優勝             | 優勝               |
| 2002 FIFAワールドカップ | ベスト16           | 1次リーグ敗退      |
| UEFA EURO 2004          | 1次リーグ敗退      | ベスト8            |
| 2006 FIFAワールドカップ | 優勝               | 準優勝             |
| UEFA EURO 2008          | ベスト8            | 1次リーグ敗退      |
| 2010 FIFAワールドカップ | 1次リーグ敗退      | 1次リーグ敗退      |
| UEFA EURO 2012          | 準優勝             | ベスト8            |
| 2014 FIFAワールドカップ | 1次リーグ敗退      | ベスト8            |
| UEFA EURO 2016          | ベスト8            | 準優勝             |
| 2018 FIFAワールドカップ | ヨーロッパ予選敗退 | 優勝               |
| UEFA EURO 2020          | 優勝               | ベスト16           |
| 2022 FIFAワールドカップ | ヨーロッパ予選敗退 | 準優勝             |

### 両国のタイトル
FIFAコンフェデレーションズカップではフランスが2度出場し、イタリアも2度出場している。フランスは前回のFIFAワールドカップ優勝国として1度(FIFAコンフェデレーションズカップ2001)、FIFAコンフェデレーションズカップ開催国として1度出場し(FIFAコンフェデレーションズカップ2003)、どちらの大会も優勝している。イタリアは前回のFIFAワールドカップ優勝国として1度出場しグループリーグ敗退(FIFAコンフェデレーションズカップ2009)。もう1度は欧州選手権準優勝だったが優勝チームがFIFAワールドカップ優勝チームだったため欧州王者枠として出場し、3位に終わった(FIFAコンフェデレーションズカップ2013)。FIFAワールドカップはイタリアが4度、フランスが2度優勝している。イタリアの優勝回数はブラジルに次いで2位であり、試合数や獲得勝ち点などはブラジルとドイツに次いで3位である。UEFA欧州選手権ではフランスが2度、イタリアが1度優勝している。イタリアの優勝は自国開催の1968年大会であり、フランスも自国開催の1984年大会で初優勝しているが、2000年大会では決勝でイタリアを破って2度目の優勝を飾った。
FIFA U-20ワールドカップ及びFIFA U-17ワールドカップではフランスが両大会ともに1度優勝している。UEFA U-21欧州選手権ではイタリアが5度、フランスが1度優勝している。イタリアは1992年大会から3連覇しており、通算5度の優勝は史上最多である。UEFA U-19欧州選手権ではイタリアが3度、フランスが8度優勝している。フランスは1996年大会と1997年大会を連覇し、通算8度の優勝はイングランドとスペインに次いで3位である。UEFA U-17欧州選手権ではイタリアが1度、フランスが2度優勝している。イタリアは初開催の1982年大会でホスト国として優勝している。フランスはホスト国として2004年大会で初優勝しているほか、2000年代には計4度決勝に進出している。
| 大会                             | イタリア | フランス |
| -------------------------------- | -------- | -------- |
| FIFAコンフェデレーションズカップ | 0        | 2        |
| FIFAワールドカップ               | 4        | 2        |
| UEFA欧州選手権                   | 1        | 2        |
| 夏季オリンピック                 | 1        | 1        |
| FIFA U-20ワールドカップ          | 0        | 1        |
| FIFA U-17ワールドカップ          | 0        | 1        |
| UEFA U-21欧州選手権              | 5        | 1        |
| UEFA U-19欧州選手権              | 3        | 8        |
| UEFA U-17欧州選手権              | 1        | 2        |
| 通算                             | 15       | 20       |

## 試合一覧
2012年11月14日時点
| #  | 日時           | 場所               | 大会                                | 試合                | 結果         |
| 39 | 2018年6月1日   | ニース             | 親善試合                            | フランス - イタリア | 1-3          |
| 38 | 2016年9月1日   | バーリ             | 親善試合                            | イタリア - フランス | 1-3          |
| 37 | 2012年11月14日 | パルマ             | 親善試合                            | イタリア - フランス | 1-2          |
| 36 | 2008年6月17日  | チューリッヒ       | UEFA欧州選手権2008 グループリーグ   | フランス - イタリア | 0-2          |
| 35 | 2007年9月8日   | ミラノ             | UEFA欧州選手権2008予選              | イタリア - フランス | 0-0          |
| 34 | 2006年9月6日   | パリ               | UEFA欧州選手権2008予選              | フランス - イタリア | 3-1          |
| 33 | 2006年7月9日   | ベルリン           | 2006 FIFAワールドカップ 決勝        | イタリア - フランス | 1-1 (PK 5-3) |
| 32 | 2000年7月2日   | ロッテルダム       | UEFA欧州選手権2000 決勝             | フランス - イタリア | 2-1 （延長） |
| 31 | 1998年7月3日   | サン＝ドニ         | 1998 FIFAワールドカップ 準々決勝    | フランス - イタリア | 0-0 (PK 4-3) |
| 30 | 1997年6月11日  | パリ               | 親善試合                            | フランス - イタリア | 2-2          |
| 29 | 1994年2月16日  | ナポリ             | 親善試合                            | イタリア - フランス | 0-1          |
| 28 | 1986年6月17日  | メキシコシティ     | 1986 FIFAワールドカップ 決勝T 1回戦 | フランス - イタリア | 2-0          |
| 27 | 1982年2月23日  | パリ               | 親善試合                            | フランス - イタリア | 2-0          |
| 26 | 1978年6月2日   | マル・デル・プラタ | 1978 FIFAワールドカップ 1次リーグ   | イタリア - フランス | 2-1          |
| 25 | 1978年2月8日   | ナポリ             | 親善試合                            | イタリア - フランス | 2-2          |
| 24 | 1966年3月19日  | パリ               | 親善試合                            | フランス - イタリア | 0-0          |
| 23 | 1962年5月5日   | フィレンツェ       | 親善試合                            | イタリア - フランス | 2-1          |
| 22 | 1958年11月9日  | パリ               | 親善試合                            | フランス - イタリア | 2-2          |
| 21 | 1956年5月5日   | ボローニャ         | 親善試合                            | イタリア - フランス | 2-0          |
| 20 | 1954年4月11日  | パリ               | 親善試合                            | フランス - イタリア | 1-3          |
| 19 | 1951年6月3日   | ジェノヴァ         | 親善試合                            | イタリア - フランス | 4-1          |
| 18 | 1948年4月4日   | パリ               | 親善試合                            | フランス - イタリア | 1-3          |
| 17 | 1938年12月4日  | ナポリ             | 親善試合                            | イタリア - フランス | 1-0          |
| 16 | 1938年6月12日  | パリ               | 1938 FIFAワールドカップ 準々決勝    | フランス - イタリア | 1-3          |
| 15 | 1937年12月5日  | パリ               | 親善試合                            | フランス - イタリア | 0-0          |
| 14 | 1935年2月17日  | ローマ             | 親善試合                            | イタリア - フランス | 2-1          |
| 13 | 1932年4月10日  | パリ               | 親善試合                            | フランス - イタリア | 1-2          |
| 12 | 1931年1月25日  | ボローニャ         | 親善試合                            | イタリア - フランス | 5-0          |
| 11 | 1928年5月29日  | アムステルダム     | アムステルダムオリンピック 1回戦    | フランス - イタリア | 3-4          |
| 10 | 1927年4月24日  | パリ               | 親善試合                            | フランス - イタリア | 3-3          |
| 09 | 1925年3月22日  | トリノ             | 親善試合                            | イタリア - フランス | 7-0          |
| 08 | 1921年2月20日  | マルセイユ         | 親善試合                            | フランス - イタリア | 1-2          |
| 07 | 1920年8月29日  | アントワープ       | アントワープオリンピック 準々決勝   | フランス - イタリア | 3-1          |
| 06 | 1920年1月18日  | ミラノ             | 親善試合                            | イタリア - フランス | 9-4          |
| 05 | 1914年3月29日  | トリノ             | 親善試合                            | イタリア - フランス | 2-0          |
| 04 | 1913年1月12日  | パリ               | 親善試合                            | フランス - イタリア | 1-0          |
| 03 | 1912年3月17日  | トリノ             | 親善試合                            | イタリア - フランス | 3-4          |
| 02 | 1911年4月9日   | パリ               | 親善試合                            | フランス - イタリア | 2-2          |
| 01 | 1910年5月15日  | ミラノ             | 親善試合                            | イタリア - フランス | 6-2          |